# Sanda, Hyōgo
Sanda (三田市 (Tam Điền thị) Sanda-shi) là một thành phố ở tỉnh Hyōgo, Nhật Bản.

Vị trí trong tỉnh Hyōgo

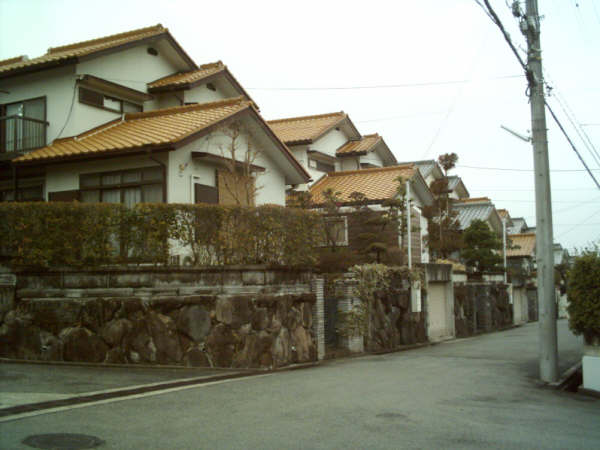
Phố dân cư ở Sanda, Hyōgo

Năm 2008, thành phố này có dân số khoảng 114.014 người với mật độ dân số 541,15 người trên mỗi km². Tổng diện tích thành phố này là 210,22 km². Thành phố Sanda được lập ngày 1 tháng 7 năm 1958.
Sanda nằm ở đông nam của tỉnh Hyōgo, cách thành phố Kobe 25 km về phía bắc, bên dưới chân núi Rokko ở một khu vực khoảng 35 km về phía tây bắc của thành phố Osaka. 